# 李泉山
李泉山（1952年2月—），男，汉族，天津人，中华人民共和国政治人物，曾任天津市人民政府秘书长、办公厅党组书记，天津市人大常委会副主任，第十届全国人大代表。